# SOFTBALL (バンド)
SOFTBALL（ソフトボール）は、日本のパンク・ロックガールズバンド。EINSTEIN RECORDS・cutting edge所属。

## メンバー
- MOE（モエ、1981年 - ）

ボーカル・ギター担当
- HARUNA（ハルナ、1983年4月5日 - ）

ベース･ボーカル担当
- RIE（リエ、1981年5月12日 - ）

ドラム・キーボード・ボーカル担当

### 脱退したメンバー
- NOMIYA（ノミヤ、1981年 - ）

ベース･ボーカル担当
- EMI（エミ）

ベース･ボーカル担当

## 略歴
- 1998年3月、同じ高校に通うMOE・RIE・NOMIYAの3人で、千葉県船橋市で結成。現役高校生によるガールズパンクバンドとして結成当初から注目を集める。
- 1999年3月18日、インディーズより1stミニアルバム『水母（くらげ）』をリリース。同年12月24日には1stフルアルバム『天空』をリリース。CHINKEESのマイク・パークに音楽性を高く評価されたことがきっかけとなり、彼が主宰するレーベル・ASIAN MAN RECORDSから、同作品で全米デビューも果たす。
- 同年秋、NOMIYAが脱退。脱退理由については、ファンクラブの会報によると進路の都合とされている。
- 2000年初頭、EMIが加入するも7月20日付で脱退。NOMIYAの脱退の際とは違い、脱退理由については公表されていない。同年7月24日、HARUNA加入。
- 2001年4月6日、デビューシングル『ZERO』をリリース。初回注文では同年2月の時点で既に2万枚を突破したことでも話題を集める。ちなみにインディーズ作品ながら全シングル作品の中で最高の売上を記録している。
- エイベックスからのオファーを受け『ZERO』リリースの前後に契約、同年7月25日、2枚目のシングル『JUST TRY IT』でcutting edgeよりメジャーデビュー。
- 2002年1月17日、メジャー移籍後初となる2枚目のフルアルバム『Lamp』をリリース。「戦争と守るべき風景」というコンセプトのもとに制作された。同作品はオリコンアルバムチャート初登場20位を獲得、累計売上枚数も4万枚以上のセールスを上げ話題を呼んだ（チャート・売上ともに自己最高）。
- 同年8月21日、5枚目のシングル『童部-WARAWABE-』をリリース。シングルでは『ZERO』以来の日本語詞として注目を集めたが、この作品よりCCCDの仕様がSOFTBALLの作品にも施された。
- 2003年1月16日、3枚目のフルアルバム『八紘一宇』をリリース。同年3月7日、リリースを記念した全国ツアーの直前にオフィシャルサイト上にて解散を発表。4月2日、ツアー最終日となる名古屋アポロシアターにてラストライブを行い、解散。

## ディスコグラフィー

### シングル
1. ZERO（2001年4月6日発売）
  1. ZERO
  2. EUPHONY
  3. FIND MY WAY
  4. BABY (single version)

初回3万枚限定プレス盤紙ジャケット仕様
オリコン最高位50位
2. JUST TRY IT（2001年7月25日発売）
  1. JUST TRY IT[1:15]
作詞：MOE／作曲・編曲：SOFTBALL
ヘンケルライオンコスメティックス企業CMソング
  2. SESAME STREET THEME[0:49]
作詞・作曲：JOSEPH G RAPOSO・BRUCE HART・JON STONE／編曲：SOFTBALL
  3. 0228[2:07]
作詞：MOE／作曲・編曲：SOFTBALL
  4. CHOICE[1:42]
作詞：MOE／作曲・編曲：SOFTBALL

オリコン最高位37位
3. REMEMBER THE HILL（2001年12月5日発売）
  1. REMEMBER THE HILL[2:46]
作詞：MOE／作曲：RIE／編曲：SOFTBALL
  2. TROOP[2:20]
作詞：MOE／作曲・編曲：SOFTBALL
  3. HEAVENLY[4:06]
作詞：MOE／作曲・編曲：SOFTBALL

オリコン最高位55位
4. REVIVE（2001年12月27日発売）
  1. REVIVE[3:16]
作詞：MOE／作曲・編曲：SOFTBALL
  2. ANSWER[3:58]
作詞：MOE／作曲・編曲：SOFTBALL
  3. VANITY[1:58]
作詞・作曲：RIE／編曲：SOFTBALL

オリコン最高位58位
5. 童部-WARAWABE-（2002年8月21日発売）
  1. 童部 -WARAWABE-[3:54]
作詞：MOE／作曲・編曲：SOFTBALL
  2. WASHINGTON BULLETS[2:16]
作詞・作曲：JOE STRUMMER・Mick Jones／編曲：SOFTBALL
  3. 故郷の空[1:54]
訳詞：大和田建樹
  4. とこしえに[4:24]
作詞：MOE／作曲・編曲：SOFTBALL

オリコン最高位50位
6. HISTORY（2002年12月4日発売）
  1. HISTORY[3:26]
作詞：MOE／作曲・編曲：SOFTBALL
  2. PROSTRATE[3:07]
作詞：MOE／作曲：RIE／編曲：SOFTBALL
  3. CEASELESS[1:45]
作詞：HARUNA／作曲・編曲：SOFTBALL

オリコン最高位68位

### アルバム

#### ミニアルバム
1. 水母（1999年3月18日発売／EINSTEIN RECORDS）
  1. CELL
  2. CHOICE
  3. OBEDIENCE
  4. CAPRICIOUS
  5. JIBE
  6. DIG
  7. PAINTER
2. SOFT BALL（1999年12月発売）
1000枚限定発売・完売

#### フルアルバム
1. 天空（1999年12月24日発売／SKY RECORDS）
  1. Bright
  2. Status
  3. THE HOLY WAR
  4. Windmill
  5. Attack me more
  6. Makure
  7. Rise up
  8. Baby
  9. Things - TBS系『BLITZ INDEX』オープニングテーマ
  10. Wings
  11. Foreign Land
2. Lamp（2002年1月17日発売）
  1. REMEMBER THE HILL (album version)[2:49]
  2. REVIVE (album version)[3:13]
  3. DODGE[1:36]
  4. TROOP[2:19]
  5. ANSWER (album version)[3:57]
  6. JUST TRY IT (album version)[1:15]
  7. UNPLEASANT[2:11]
  8. NO CONTROL[2:03]
  9. HEAVENLY (album version)[4:11]
  10. 0228[2:09]
  11. VANITY (album version)[1:58]

オリコン最高位20位
3. 八紘一宇（2003年1月16日発売）
  1. SHEENA IS THE MISSILLE[2:32]
  2. PROSTRATE[3:27]
  3. HISTORY[3:49]
  4. NO FALL BACK[1:44]
  5. POLITICS[1:13]
  6. MOMENT[2:46]
  7. IGNITE[2:53]
  8. 故郷の空[2:30]
  9. VANITY GROUND[2:33]
  10. LEAPER[0:54]
  11. 童部 -WARAWABE-[4:22]
  12. WHERE IS THE CRIME (Res Heads) (BONUS TRACK)[3:01]
  13. TOKOSHIENI (FRENZAL RHOMB) (BONUS TRACK)[4:11]

オリコン最高位32位

### 海外リリース

#### CD
1. SOFTBALL（1999年12月発売）
1000枚限定生産・完売
2. tenku（2000年3月20日発売）

#### アナログ盤
1. SOFTBALL（1999年12月発売）
1000枚限定生産・完売
2. tenku（2000年3月20日発売）

### DVD・VHS
1. REMEMBER THE ZERO-FIGHTER（2002年3月6日発売）
2. SOFTBALL LAST LIVE（2003年8月15日発売・2006年12月再発）
DVD・500枚限定販売
3. SOFTBALL LAST TOUR（2003年12月発売）
DVD・オフィシャルレーベルサイト通販限定販売
4. INDEPENDENT FILM（2004年1月21日発売）

## 豆知識・エピソード等
- 解散後、2004年からMOEは秋茜-AKIAKANE-、HARUNAとRIEは元Zoophiliaの水谷俊介とTHE BABYSを結成したが、両バンド共に活動を休止中である。
- 現在HALUNAはバンドche-aで活動中
- RIEはバンドぐるぐる（以前HALUNAも在籍していた）で活動中ぐるぐるは2010.4.7日に1st mini albumの発売が決定している。先日、FRENZAL RHOMB（Australia）の来日時、再びぐるぐるとして対バンしメンバーとの再会を果たした(その場にはHALUNAももちろんいた。）

- プロモーションビデオについては、「JUST TRY IT」「REMEMBER THE HILL」「REVIVE」は『REMEMBER THE ZERO-FIGHTER』に、「HISTORY」は『SOFTBALL LAST TOUR』に、「ZERO」「CHOICE」は『INDEPENDENT FILM』に、それぞれ収録されているが、「童部-WARAWABE-」のみが製品化に至っていない。
- MOEは中学時代テニス部に所属しており、そのときダブルスでペアを組んでいたのが元メンバーのEMIである。
- 2枚目のシングルとしてリリースされた『JUST TRY IT』は、当初描かれていたジャケットのイラストが論議を呼び、発売に際して問題があるとしてエイベックス側が難色を示し、発売が懸念されたことがある。結果ジャケットのイラストは剥がされ、予定されていた同作品の台湾リリースも中止となった。当初のジャケットイラストは同作品の発売告知フライヤーのみでしか確認することが出来ない。
- 3枚目のシングルとしてリリースされた『REMEMBER THE HILL』は、戦争と特攻隊がテーマとなっており、発売から2日後の2001年12月7日にハワイで行われた開戦60周年記念日米友好親善会の中で同曲が紹介された。これは日本のパンクロックバンドの楽曲としては異例のことである。
- ラストライブの模様を収めたDVD『SOFTBALL LAST LIVE』は500枚の数量限定で発売されたため、発売当初より追加プレスの声が挙がった。その人気を受けて、2006年12月にmixi上限定で、DVDとともにステッカー等の過去のグッズを同封した『INDEPENDENT BOXセット』と題して数量限定で再発された。

- 現在HALUNAはバンドHATE NO HATE でサポートメンバーとして活動中